# Alessandro Sozzini (1518-1608)
Alessandro Sozzini, ou Alessandro di Girolamo Sozzini, aussi écrit Alessandro Girolamo Sozzini est un noble siennois, membre de la famille Sozzini, né en 1518, et mort en 1608.

## Publications
- Novels of Alessandro Sozzini, dans The Italian novelists : selected from the most approved authors in that language, volume II, Septimus Prowett, London, 1825, p. 359-373 (lire en ligne)
- Diaro delle cose avvenute in Siena dal 20 luglio 1550 al 28 giugno 1555, Archivio storico italiana, Firenze, 1842 (lire en ligne)
- Raccolta di Burle, Facetie, Motti e Buffonerie de tre huomini sanesi, Bolzano, 2017 (lire en ligne)